# Prefectura apostólica de Sinkiang
La prefectura apostólica de Sinkiang, de Sinkiang-Urumqi, de Xinjiang o de Xinjiang-Urumqi (en latín: Praefectura Apostolica Sinkiangensis y en chino tradicional, 天主教新疆監牧區) es una circunscripción eclesiástica de la Iglesia católica en China. Se trata de una prefectura apostólica latina, inmediatamente sujeta a la Santa Sede. Desde el 14 de agosto de 2017 es sede vacante, aunque para el Anuario Pontificio la sede está vacante desde 1969. La Asociación Patriótica Católica China elevó a la prefectura apostólica al rango de diócesis en fecha desconocida, sin asentimiento de la Santa Sede, renombrándola diócesis de Sinkiang.

## Territorio y organización
La prefectura apostólica tiene 1 664 897 km² y extiende su jurisdicción sobre los fieles católicos de rito latino residentes en la región autónoma uigur de Sinkiang.
La sede de la prefectura apostólica se encuentra en la ciudad de Urumqi, en donde se halla la Catedral de la Inmaculada Concepción. La prefectura apostólica limita al norte y al oeste con Afganistán, Cachemira, Kazajistán, Kirguistán y Tayikistán; al este con Mongolia y Gansu (archidiócesis de Lanzhou); y al sur con el Tíbet (diócesis de Kangding) y Kokonor (prefectura apostólica de Xining).
En 2023 no se conocen datos sobre el número de parroquias.

## Historia
En la primera mitad del siglo XIV se atestigua en la región la existencia de la diócesis de Almalik en el Imperio mongol, encomendada a los misioneros franciscanos.
El territorio de Sinkiang fue posteriormente evangelizado por los misioneros de Scheut del cercano vicariato apostólico de Kansu (hoy arquidiócesis de Lanzhou), ante el cual la región era responsable.
El 1 de octubre de 1888 la Santa Sede erigió una misión sui iuris con el nombre de misión de Ili, encomendada a los mismos misioneros. Esta circunscripción eclesiástica fue suprimida el 8 de marzo de 1922 con el breve Apostolatus officium del papa Pío XI y su territorio fue incorporado al del vicariato apostólico de Kansu occidental (que dos años más tarde tomó el nombre de vicariato apostólico de Lanchowfu).
Sin embargo, el 14 de febrero de 1930, debido el breve Decet Romanum Pontificem del papa Pío XI, se erigió en el mismo territorio una nueva circunscripción eclesiástica con el nombre de misión sui iuris de Sinkiang separando territorio del vicariato apostólico de Lanchowfu (hoy arquidiócesis de Lanzhou). La misión fue encomendada a los misioneros del Verbo Divino.
El 21 de mayo de 1938 la misión sui iuris fue elevada al rango de prefectura apostólica.
En 1949 Sinkiang fue ocupada por el Partido Comunista de China, que se impuso en la guerra civil y proclamó la República Popular China el 1 de octubre de 1949. Todos los misioneros extranjeros fueron expulsados de China comunista. En 1951 China comunista y la Santa Sede rompieron relaciones diplomáticas, reconociendo la Santa Sede a la República de China en Taiwán como el legítimo gobierno chino.
La Asociación Patriótica Católica China fue creada con el apoyo de la Oficina de Asuntos Religiosos de la República Popular de China en 1957, con el objetivo de controlar las actividades de los católicos en China. Su nombre público es Iglesia católica china y es referida como la "Iglesia oficial" en contraposición a la "Iglesia subterránea" o "Iglesia clandestina" leal a la Santa Sede.
En el período de 1966 a 1976 la Revolución Cultural se ensañó especialmente contra la religión, destruyéndose numerosas iglesias.
El 22 de septiembre de 2018 se firmó en Pekín el Acuerdo provisional entre la Santa Sede y la República Popular de China sobre el nombramiento de los obispos. El 22 de octubre de 2020 el acuerdo fue prorrogado por otros dos años y en octubre de 2022 por otros dos años más.
Paul Xie Tingzhe fue ordenado en secreto obispo de Sinkiang-Urumqi en 1991 y falleció en agosto de 2017.

## Estadísticas
Según la Guide to the Catholic Church in China, en 2014 la prefectura apostólica contaba con cerca de 9000 fieles, 13 iglesias y 21 sacerdotes.

## Episcopologio

### Sede de Ili
- Daniel Bernard van Koot, C.I.C.M. † (1888-1893)
- Jean Baptiste Steeneman, C.I.C.M. † (septiembre de 1893-1918 falleció)
- Gerard-Joseph Hoogers, C.I.C.M. † (8 de junio de 1918-1922 renunció)

### Sede de Sinkiang
- Ferdinand Loy, S.V.D. † (20 de noviembre de 1931-23 de junio de 1969 falleció)
  - Sede vacante, desde 1969 según el Anuario Pontificio
- Paul Xie Tingzhe † (25 de noviembre de 1991 consagrado-14 de agosto de 2017 falleció) (obispo clandestino)
  - Sede vacante, desde 2017